# Вогняні роки
«Вогняні роки» — радянський художній фільм 1939 року, знятий режисером Володимиром Корш-Сабліним на кіностудії «Радянська Білорусь».

## Сюжет
1919 рік. Частини білополяків, що вторглися в межі Радянської Білорусі, зустрічають на своєму шляху запеклий опір збройних загонів білоруських робітників і селян, що йдуть на зближення з Червоною Армією.

## У ролях
- Костянтин Скоробогатов — Федір Палаш
- Анатолій Кузнецов — Миклуха, червоний авіатор
- Іван Пельтцер — дід Яухім
- Григорій Плужник — Петрусь, онук
- Костянтин Злобін — Наливайко
- Борис Пославський — лікар
- Зоя Федорова — Анна, політрук комсомольської роти
- Іван Кононенко-Козельський — польський офіцер / Микита, старший син
- Г. Кириченко — Василь, молодший син
- Аркадій Райкін — Рубінчик
- Леонід Макар'єв — генерал Скірмунд
- Георгій Кранерт — ад'ютант Скірмунда
- Володимир Торський — ксьондз
- Олександр Віолінов — Панкевич
- Олександр Жуков — Устиновський, зрадник і шпигун
- Клавдія Половикова — Юзефа
- Павло Волков — Максимович
- Іван Коваль-Самборський — Панас Андрійович Дружина
- Іван Кузнецов — революціонер
- Павло Первушин — бандит / солдат
- Борис Шліхтінг — польський поручик
- Тимофій Ремізов — вбивця-провокатор

## Знімальна група
- Режисер — Володимир Корш-Саблін
- Сценаристи — Ігор Луковський, Сигізмунд Навроцький
- Оператор — Святослав Бєляєв
- Композитор — Олексій Туренко
- Художник — Віктор Савостін